# Asinaria
L'Asinaria (letteralmente, La commedia degli asini) è una commedia di Tito Maccio Plauto. La datazione dell'opera è incerta e collocabile nel 206 o nel 211 a.C., quest'ultima è la data più probabile: il testo della stessa, inoltre, ci è pervenuto con alcune lacune che hanno creato problemi di ricostruzione della trama, che in alcuni punti sembra contraddittoria. L'argomento dell'Asinaria, la trama e i personaggi coincidono con gli elementi che appartengono alla commedia nuova. Vi è, infatti, un giovane innamorato di una fanciulla. Il loro amore è contrastato da un antagonista e grazie all'aiuto di due servi astuti il protagonista riuscirà a ottenere la sua amata ed a portare a termine i suoi intenti amorosi.

## Prologo
L'autore con l'aiuto dell'araldo, il quale dà un suono di tromba, richiama l'attenzione del pubblico, spiega l'origine del titolo della commedia e fa capire che si tratta di uno spettacolo ludico. Conclude questa parte iniziale con un augurio in favore del dio Marte.

## Argumentum
L'Argumentum è un acrostico ad opera del retore Aurelio Popolio, posteriore a Plauto di circa un secolo, con il quale si riassume la trama della commedia. Esso viene utilizzato in quasi tutte le opere di Plauto.
Di seguito l'Argumentum dell'Asinaria in latino e in italiano:

## Trama
Il giovane Argirippo, figlio di Demeneto, si innamora di Filènia, una giovane cortigiana, figlia della mezzana Cleereta. Poiché la fanciulla è controllata dalla madre, che le organizza appuntamenti d'amore, viene promessa per un anno a Diàvolo a patto che quest'ultimo le consegni venti mine d'argento entro la fine della giornata. Nel frattempo, Demeneto, all'oscuro di tutto, ordina ai suoi due servi Leònida e Lìbano di derubare la moglie Artèmona, la quale tiene per sé tutto il patrimonio familiare, così da concedere una notte d'amore al figlio con la cortigiana. I due servi, spacciandosi per gli amministratori della padrona, riescono a portare a termine il furto ai danni di un mercante che doveva venti mine d'argento ad Artèmona per l'acquisto di alcuni asini (da qui il nome della commedia). Mentre i due servi stanno portando il denaro rubato ad Argirippo, per la sua notte d'amore, il fanciullo viene a conoscenza del patto tra Cleereta e Diàvolo e decide di togliersi la vita. I due servi, giunti in tempo per evitare il misfatto, gli consegnano il denaro rubato che corrisponde proprio a venti mine d'argento. Argirippo, preso da immensa gioia, riscatta Filènia, ma, poiché questo piano è stato attuato grazie al permesso del padre Demèneto, il vecchio vuole in cambio una notte con la cortigiana Filènia. Il figlio è costretto ad accettare per realizzare il suo desiderio. Per sfortuna di Demeneto, la moglie Artèmona, informata da un parassita, collaboratore di Diàvolo, riguardo all'adulterio del marito, corre a casa della cortigiana e, colto il marito in flagrante, lo punisce, lasciando così Filènia sola nelle mani del figlio.

## Atti
La commedia inizia con un prologo, seguito da cinque atti, che a loro volta sono suddivisi in più scene. 

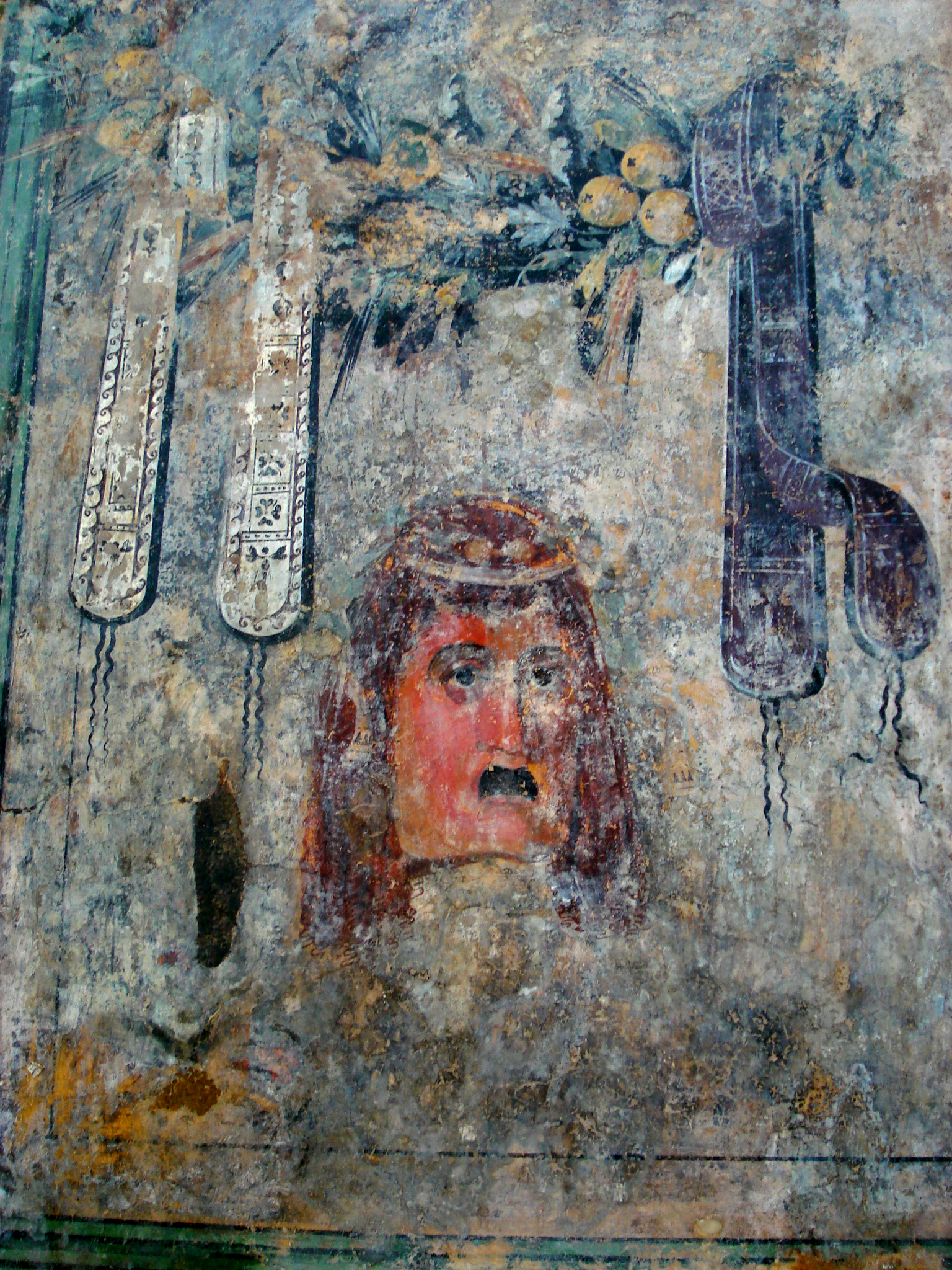
Dipinto di una maschera teatrale

### Atto primo
L'atto è suddiviso in tre scene.
- Scena prima

La commedia si apre con il colloquio tra il padre di Argirippo, Demeneto,
e il suo servo Lìbano. Dopo un breve scambio di battute ludiche, Demeneto introduce l'argomento per il quale ha fatto chiamare il suo servo: il bisogno di denaro da dare al figlio Argirippo per poter soddisfare i suoi desideri amorosi con la cortigiana Filènia. Per ottenere questi soldi gli ordina di derubare Artèmona, madre di Argirippo, la quale custodisce il patrimonio familiare. Dopo un attimo di esitazione, per paura di essere bastonato, se colto in flagrante, e dopo essere stato rassicurato dal padrone, Lìbano accetta l'arduo compito. La scena si conclude con Lìbano che si dirige verso la piazza e Demeneto che si reca dal banchiere.
- Scena seconda

Questa scena è un monologo di Diàvolo, il quale, buttato fuori dalla casa di Cleereta, la maledice per non avergli lasciato soddisfare i propri desideri amorosi con la figlia Filènia. La scena si conclude con Cleereta che sotto minaccia di Diàvolo apre la porta per andare a parlargli. 
- Scena terza

La scena si svolge fuori dalla porta dell'abitazione di Cleereta. Questa, uscendo di casa, intavola una discussione molto accesa con l'amante della figlia, che sostiene di essere stato la fonte principale per il loro sostentamento, visto che ha sempre pagato Filènia per il suo amore. Diàvolo, umiliato per essere stato buttato fuori, minaccia di non pagare più la mezzana e vuole che la figlia di quest'ultima si conceda solo a lui per un anno intero. Cleereta allora scende a trattative: Diàvolo sarà l'unico ad avere Filènia solo se pagherà ogni volta la somma richiesta senza discutere oppure, se la vorrà tenere per un anno, dovrà versare alla mezzana una cifra pari a 20 mine. La scena si conclude con Diàvolo che, dirigendosi al Foro, promette a sé stesso di riuscire ad avere Filènia ad ogni costo.

### Atto secondo
L'atto è diviso in quattro scene.
- Scena prima

L'atto si apre con il servo Lìbano che, dirigendosi verso la piazza, invita se stesso a darsi una mossa per cercare un modo per derubare la moglie del padrone. Parlando con il proprio inconscio si raccomanda di non dover agire come gli altri servi che, con la loro scaltrezza, nelle altre commedie (elemento di metateatro), ingannano i padroni. Mentre pensa a ciò cerca elementi della natura che possano essere a lui di buon auspicio. Per sua sfortuna vede solo un picchio che con il suo becco scalfisce il legno e interpretando questo avvenimento intuisce che la missione lo porterà a ricevere bastonata, come il legno viene colpito dal becco del picchio. Ciò però non lo abbatte e così continua nella sua missione.
- Scena seconda

Questa scena inizia con l'arrivo di corsa del servo Leònida all'interno della piazza. Questo cerca il compagno Lìbano per metterlo al corrente dell'occasione che gli si è presentata davanti. Infatti, un mercante, che dove saldare un debito con la moglie di Demeneto, era giunto la mattina stessa per consegnare a Saurea, servo di Artèmona, incaricato di conservare il patrimonio familiare, la somma di venti Mine per la vendita di alcuni vecchi asini. Una volta trovato Lìbano, lo informa dell'accaduto.
Dopo che il mercante, la mattina stessa, aveva chiesto a Leònida di poter parlare con Saurea per consegnargli le venti mine e aveva affermato che non sapeva chi fosse, Leònida si era finto astutamente la persona che stava cercando cosicché il mercante potesse consegnare direttamente a lui la somma di denaro. Il prudente commerciante però, insospettito per l'accaduto, aveva chiesto al finto Saurea di poter parlare direttamente con Demeneto e di conseguenza Leònida (fintosi Saurea) era corso da Lìbano per attuare un piano. Così i due, insieme, decidono che Lìbano debba fingersi sottomesso a Leònida, affinché il mercante creda che Leònida sia veramente Saurea. La scena si conclude con Leònida che invita Lìbano a tenere a bada il mercante, qualora arrivasse, nel frattempo lui si sarebbe recato dal padrone Demeneto per informarlo della loro astuta pensata. 
- Scena terza

La scena si apre con l'arrivo del mercante, accompagnato da uno schiavetto, davanti all'abitazione di Demeneto. Lìbano, recatosi precedentemente lì, accoglie in modo sgarbato l'ospite, iniziando un'animata discussione. Successivamente il commerciante chiede al servo di fornirgli un'esauriente descrizione di Saurea. Il servo scaltro però, seguendo il piano precedentemente escogitato, gli descrive dettagliatamente i connotati di Leònida.
- Scena quarta

All'inizio di questa scena Leònida, fingendosi Saurea, giunge dalla piazza fino alla casa del padrone dove trova Lìbano e il mercante in un'accesa discussione. Calandosi nella parte di Saurea, Leònida inizia a rimproverare Lìbano e a picchiarlo per non aver ubbidito a un suo ordine. Il mercante, allora, lo prega di calmarsi. Leònida, fingendo di accorgersi solo ora della presenza del mercante, lo invita a saldare il suo debito. Il mercante però, non fidandosi ancora dello schiavo, vuole a tutti i costi incontrare il padrone Demeneto. Leònida, scocciato, inizia un'accesa discussione con il mercante che si conclude con il prevalere di quest'ultimo, quindi i tre si incamminano verso la piazza per incontrare Demeneto, precedentemente avvisato del piano.

### Atto terzo
Questo atto è suddiviso in tre scene.
- Scena prima

L'atto si apre davanti alla casa di Cleereta, la quale sta discutendo in modo acceso con la figlia riguardo ad Argirippo. Filènia, infatti, si è invaghita del figlio di Demeneto e lo ama senza chiedere in cambio alcun compenso. Ciò fa inalberare la mezzana, la quale pretende una somma per ogni servigio della figlia. Durante la discussione Filènia difende a spada tratta il suo amante. Dopo un lungo litigio le due, ancora furenti, rientrano in casa. 
- Scena seconda

Della prima parte di questa scena ci sono pervenute solo alcune parti. Dai frammenti di testo giunti fino a noi si può evincere che Leònida e Lìbano stanno discutendo, dopo aver ricevuto le venti mine dal mercante, sulla buona riuscita del loro piano e di come il loro padrone li abbia appoggiati. Mentre dialogano, vedono in lontananza Filènia che piange in compagnia di Argirippo. 
- Scena terza

Questa scena si svolge all'esterno della casa di Cleereta, dove Filènia e Argirippo stanno programmando di suicidarsi poiché la mezzana ha stretto un patto con Diàvolo mediante il quale i due non si sarebbero più potuti vedere. Giungono però sulla scena i due servi Lìbano e Leònida, portando con loro le venti mine ottenute dal mercante. Una volta mostratele ad Argirippo e dopo che quest'ultimo si fu rallegrato, decidono di prenderlo in giro prima di consegnargli il denaro. Così si fanno abbracciare da Filènia e Lìbano si fa addirittura portare in "spalletta" dal suo padroncino. Infine decidono di accontentare gli amanti dandogli le venti mine, a patto che Argirippo conceda al padre una notte con la cortigiana. Accettato ciò la scena si conclude con i due amanti felici.

### Atto quarto
Questo atto è diviso in due scene.
- Scena prima

L'atto si apre con il colloquio tra il parassita e Diàvolo. I due durante questa scena stipulano e scrivono il contratto da presentare a Cleereta, insieme alle venti mine, per ottenere la figlia per un anno intero. La scena si conclude con l'entrata dei due nella casa di Cleereta. 
- Scena seconda

Questa scena ha i medesimi protagonisti della precedente, i quali, trovando Demeneto in compagnia di Filènia e del figlio Argirippo in casa di Cleereta, decidono di avvisare Artèmona di quanto sta accadendo. Il parassita si offre per compiere questa missione.

### Atto quinto
Questo atto si divide in due scene;
- Scena prima

L'atto si apre in casa di Cleereta, dove Argirippo e suo padre Demeneto discutono se sia giusto o meno che Demeneto debba trascorrere tutta la durata del banchetto e la notte seguente con Filènia. 
- Scena seconda

Il parassita, giunto a casa di Demeneto, avvisa Artèmona di quanto sta accadendo a casa di Cleereta. I due quindi si recano sul luogo per spiare ciò che sta succedendo. Artèmona, dopo aver sentito alcune maldicenze rivoltele dal marito, si precipita nella sala del banchetto e, adirata, lo costringe a tornare a casa dove sarà punito severamente. I due amanti novelli, invece, si recano insieme in una stanza interna della casa.

## Espedienti comici
- All'inizio della commedia, più precisamente nella prima scena del primo atto, Demeneto ordina a Lìbano di dirgli tutto quello che riguarda l'amore del figlio per Filènia usando l'espressione:

(v.39)
Lìbano, al posto di confessare quello che sa, sputa nel vero senso della parola.
- Demeneto, durante la prima scena, impone al servo:

(v. 92), per sottintendere i derubare la moglie la quale era l'unica a possedere il patrimonio familiare.
- Demeneto ordina a Lìbano di derubare la moglie del denaro e di utilizzarlo per pagare Filènia ad Argirippo. Nella prima scena del primo atto, Lìbano, rivolto al padrone, gli risponde che è un'impresa impossibile usando un paragone divertente:

(vv. 99-100)
- Dopo aver rassicurato Lìbano che, nel caso in cui il piano di derubare la moglie non andasse a buon fine le conseguenze non si sarebbero riversate sul servo, Demeneto chiede al servitore dove lo avesse potuto trovare in caso di bisogno. Lìbano risponde tra sé e sé:

(v. 111)
- Durante l'accesa conversazione con Diàvolo, Cleereta paragona il suo mestiere a quello del cacciatore di uccelli:

(vv. 215-221)
- Durante la scena seconda dell'atto secondo, l'incontro e il reciproco saluto tra Lìbano e Leònida fa intendere, in modo scherzoso, la consapevolezza della propria condizione schiavile da parte dei due personaggi.

(vv. 297-305)
- Il mercante giunge alla porta dell'abitazione di Demeneto per consegnare il denaro al servo di Artèmona, Saurea. Lìbano, che sa dell'arrivo del mercante e ha accordato precedentemente il piano con Leònida per ingannare il mercante e sottrargli la somma di denaro, apre di scatto la porta e si rivolge in modo sgarbato al mercante:

(vv.384-392)
- Nella quarta scena del secondo atto, durante la conversazione tra Leònida, fintosi Saurea come precedentemente stabilito, Lìbano e il mercante, poiché il mercante non è certo che il Saurea che ha di frontesia quello a cui deve consegnare la somma di denaro, Leònida pensa tra sé e sé:

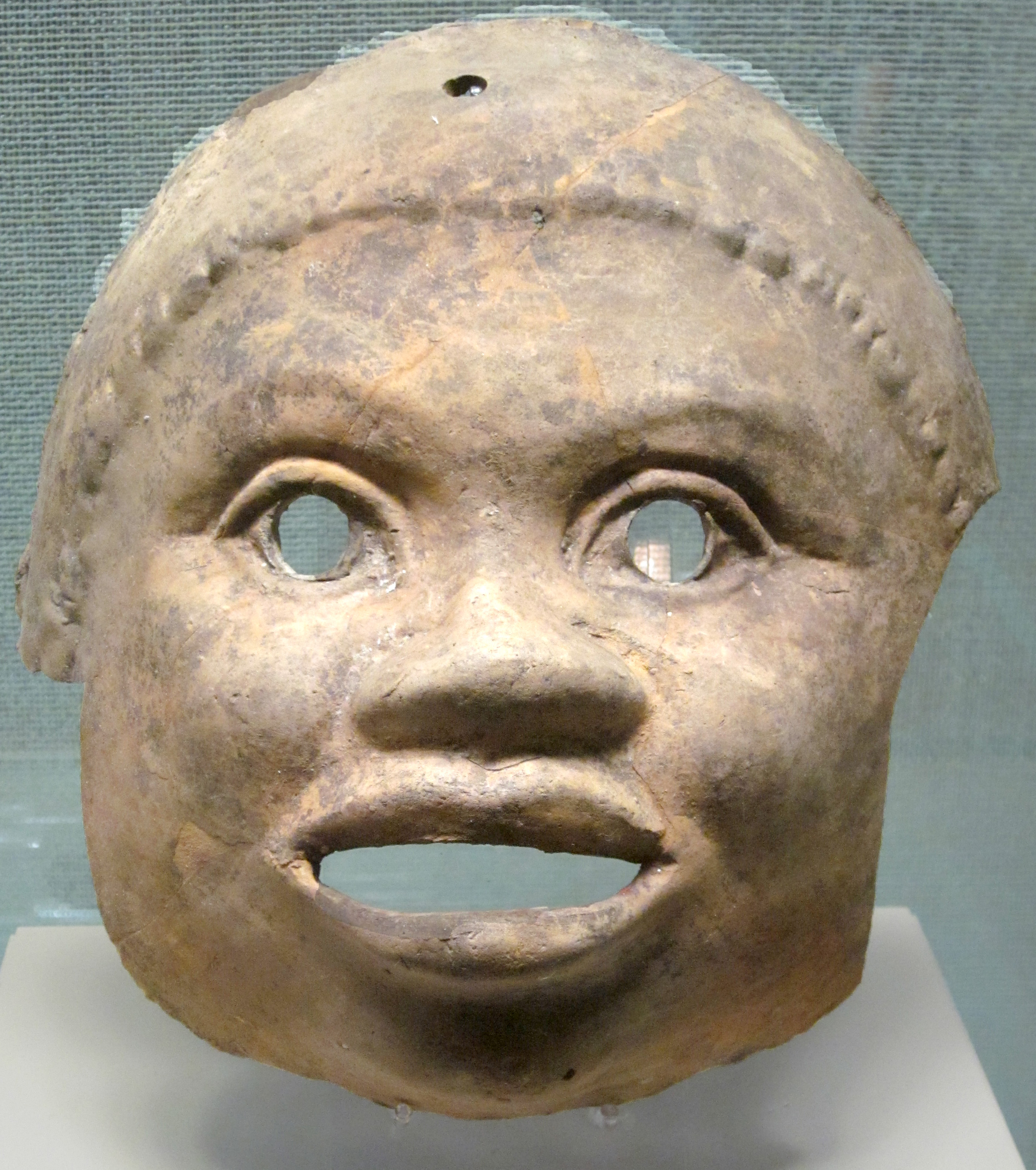
Antica maschera teatrale romana

(v.467)

## Personaggi
- Lìbano:

Lìbano è il servo del ricco Demeneto insieme a Leònida. La sua personalità è molto varia, sa essere autorevole con Leònida, gentile e ubbidiente nei confronti del padrone e spiritoso con Argirippo. Dalla lettura della commedia si evince che lui è molto scaltro, tanto che il padrone gli affida il compito di rubare i soldi alla moglie. 
- Demeneto:

Demeneto è il padrone dei due servi Lìbano e Leònida, padre di Argirippo e marito di Artèmona. Durante la commedia è complice del piano escogitato da Leònida e vuole a tutti i costi che vada a buon fine. Egli, infatti, vuole comprare la cortigiana Filènia per il figlio, così quest'ultimo gli sarebbe stato debitore e gli avrebbe concesso una notte con la ragazza. Da ciò si può evincere che Demeneto è una mente diabolica che ha sempre un secondo fine. Per sua sfortuna però, alla fine della commedia, verrà smascherato dalla moglie e subirà da questa una punizione. È dunque, come si può ben capire, sottomesso e comandato da Artèmona.
- Diàvolo:

Diàvolo è l'antagonista nella commedia plautina. All'inizio di questa riesce a stipulare un patto con Cleereta, che però riuscirà a portare a termine per via dell'intervento di Lìbano e Leònida. Dalla commedia si evince che è un uomo che vuole a tutti i costi la cortigiana Filènia arrivando addirittura a minacciare la mezzana, pur di averla.
- Cleereta:

Cleereta è la mezzana della commedia nonché madre di Filènia, che gestisce le finanze della famiglia. È una donna molto autoritaria, che riesce a farsi valere anche di fronte a un personaggio potente come Diàvolo ed è così attaccata al denare da non concedere mai la figlia gratuitamente o in cambio di una somma inferiore a quella da lei richiesta. D'altro canto è disposta a concedere, anzi a lasciare per un anno la figlia sotto il pagamento di venti mine d'argento. 
- Leònida:

Leònida è il secondo servo di Demeneto. Lui riesce, con un colpo di ingegno e di fortuna ad accaparrarsi mediante un mercante le venti mine d'argento destinate a Saurea. Questo servo, oltre ad essere molto scaltro, è molto bravo a immedesimarsi in Saurea e a dar vita a una vera e propria messa in scena che riesce a ingannare il mercante.
- Un mercante:

Il mercante è la fonte principale da cui i due servi vogliono estorcere il denaro da consegnare al loro padrone. Egli, pur cadendo vittima dell'inganno, rimane fino all'ultimo molto diffidente nei confronti dei due servi orditori dell'inganno. Lui, infatti, vuole parlare direttamente con il padrone di casa, Demeneto, che però è anch'egli coinvolto nel piano.
- Filènia:

Filènia risulta essere l'elemento principale dei desideri di Argirippo e di Diàvolo. Intorno a lei, infatti, è costruita tutta la commedia. Lei prova un forte amore per Argirippo nonostante l'opposizione della madre. La cortigiana ha un carattere molto deciso nei confronti di ciò che vuole tanto da arrivare addirittura a litigate con Cleereta per amore.
- Argirippo :

Argirippo è il personaggio principale della commedia, un giovane fanciullo innamorato di una bella cortigiana, il cui amore è ostacolato da un altro contendente, che, in questa commedia, è Diàvolo.
- Un parassita:

Il parassita è colui che riferisce alla moglie di Demeneto ciò che il marito stava combinando. È quindi un personaggio molto loquace e maldicente, è lui che causa la lite tra Artèmona e Demeneto.
- Artèmona:

Artèmona è la moglie di Demeneto ed è anche colei che possiede il patrimonio familiare e gestisce il denaro della famiglia. È una donna con un carattere molto forte a tal punto da sembrare la padrona di casa, in quanto sottomette anche il marito.
- Saurea:

Saurea è il servo di Artèmona e proprio per questo motivo è considerato superiore agli altri due servi, Lìbano e Leònida. Artèmona, infatti, possiede il patrimonio familiare e Saurea è il custode di esso.

## Ambientazione
| Atti/scene    | Ambientazione                                | Personaggi                                        |
| ------------- | -------------------------------------------- | ------------------------------------------------- |
| Atto I        |                                              |                                                   |
| Scena prima   | Casa di Demeneto                             | Demeneto, Lìbano                                  |
| Scena seconda | Fuori dalla casa di Cleereta                 | Diàvolo                                           |
| Scena terza   | Fuori dalla casa di Cleereta                 | Diàvolo, Cleereta                                 |
| Atto II       |                                              |                                                   |
| Scena prima   | Sulla strada per la piazza                   | Lìbano                                            |
| Scena seconda | Sulla strada per la piazza, in piazza        | Leònida, Lìbano                                   |
| Scena terza   | Sulla strada per la piazza, in piazza        | Il mercante, Lìbano, uno schiavetto.              |
| Scena quarta  | Sulla strada per la piazza, in piazza        | Leònida, Lìbano, il mercante                      |
| Atto III      |                                              |                                                   |
| Scena prima   | Fuori dalla casa di Cleereta                 | Cleereta, Filènia                                 |
| Scena seconda | Sulla strada della piazza                    | Lìbano, Leònida                                   |
| Scena terza   | Fuori dalla casa di Cleereta                 | Argirippo, Filènia, Lìbano, Leònida               |
| Atto IV       |                                              |                                                   |
| Scena prima   | Fuori dalla casa di Cleereta                 | Diàvolo, Parassita                                |
| Scena seconda | Sulla via per la piazza                      | Diàvolo, Parassita                                |
| Atto V        |                                              |                                                   |
| Scena prima   | Dentro la casa di Cleereta                   | Argirippo, Demeneto, Filènia                      |
| Scena seconda | Sulla via della Cleereta, a casa di Cleereta | Artèmona, Parassita, Demeneto, Argirippo, Filènia |